# Великоплоское
Великоплоское (укр. Великоплоске) — село, относится к Раздельнянскому району Одесской области Украины.
Население по переписи 2001 года составляло 3344 человека. Почтовый индекс — 67140. Телефонный код — 8-04859. Занимает площадь 6,223 км². Код КОАТУУ — 5121680801.

## Общие сведения
Село расположено на Причерноморской равнине (юго-запад Украины), в 20 км от райцентра Великомихайловка и таком же расстоянии от железнодорожной станции Тирасполь. На юге и юго-западе граничит с сёлами Приднестровья (Парканы и Малаешты), на севере — Великокомаровкой （Касселем） на юго-востоке — Славяносербкой и Новосавицким. Площадь села 574 га.

## Природные условия
Особенности Причерноморской равнины и верхних террас Днестра характеризуют рельеф территории села. Поверхность понижается на юго-запад от него, до верхней террасы Днестра. Равнину пересекают Комаровская, Скитская, Коро-стелева, Безсараева и другие балки. Плато, занимая слабовыпуклый водораздел Днестра и бассейна реки Кучурган, имеет общий наклон на юг, а верхняя (Колкотова) и Тираспольская террасы широко наклонены к юго-западу.

## Полезные ископаемые
На территории села добывают в основном полезные ископаемые, используемые в строительстве: камень, песок, глину, бут, песчаник, гравий.

## Климат
Климатические условия в районе отличаются значительным количеством дней с температурой выше 10° и низкой влагообеспеченностью. В июне месяце воздух прогревается в среднем до 27 градусов, а в феврале температура иногда понижается до 20-25 ниже нулевой отметки. Конец весны и лето — сезон дождей, большей частью проливных. Зимой село укрыто снежным покровом, достигающим 15 см.

## Почвы и растительность
Почвы (а это в основном чернозём и лёсс) очень плодородны. Растительность характеризуется особенностями причерноморских разнотравных и ковыльных степей. В разнотравье преобладают полукустарники, ромашки, молочай, чебрец, порей. Часто встречаются люцерна, повилика, одуванчик, полынь.

## Животный мир
Хомяки, зайцы, лисы, кроты, ежи, барсуки, ласки. Из птиц Наиболее распространёнными дикими животными являются встречается воробей, ворон, горлица, удод, соловей, жаворонок, перепел, куропатки, дикие утки и гуси, сыч, ястреб и др.

## Административно-территориальное деление
Село Великоплоское делилось на 11 районов, 14 улиц и 3 переулка. В 1934 году все они получили наименования, часть из которых была в последующем изменена. В настоящее время они носят следующие названия: улицы — Октябрьская, Парткоммуны, Комсомольская, Советская, Набережная, Орджоникидзе, Колхозная, Партизанская, Победы, Молодёжная, Гагарина, Терешковой, Неженская, Интернационала, переулки — Мельничный, Кооперативный, Школьный.
Сейчас же идёт полное переименование всех улиц с целью избавиться от коммунистического прошлого.
На каждом сельском доме раньше прибивалась табличка с номером дома, фамилией и инициалами его хозяина. В правом углу бирки рисовали инструмент или сосуд, с помощью которого хозяин должен был тушить пожар в случае его возникновения.

## Население
Основу населения села Великоплоское составляют русские переселенцы — старообрядцы. Это сторонники религиозного течения, возникшего в результате раскола в русской православной церкви во второй половине семнадцатого века.
На 2016 год, в селе проживают различные национальности: русские, украинцы, молдоване, гагаузы и т. д.

## Местный совет
67140, Одесская обл., Великомихайловский р-н, с. Великоплоское, ул. Орджоникидзе, 102